# وزارة الأمن العام في بولندا
اضطلعت وزارة الأمن العام في بولندا بمهام أجهزة الشرطة السرية والاستخبارات ومكافحة التجسس، وكانت تابعة للنظام الشيوعي عقب الحرب. عملت في الفترة ما بين 1945- 1954 برئاسة وزير الأمن العام العميد ستانيساو رادكيفتش، وبإشراف ياكوب بيرمان من المكتب السياسي، وتمثَل هدفها الأساسي باستئصال كل من الكيانات المعادية للشيوعية والقاعدة الاجتماعية السياسية لحركة الدولة البولندية السرية، بالإضافة إلى اضطهاد الجنود السريين السابقين في جيش الوطن البولندي والمنظمات المعادية للشيوعية مثل منظمة الحرية والاستقلال. وبتلك الصفة، عُرفت وزارة الأمن العام بشكل رئيسي من خلال مكاتبها المحلية المدعوة بمكتب الأمن العام أو إدارة الأمن.

## نشأة أمن الدولة الشيوعية
في تموز 1944، شُكلت حكومة بولندية انتقالية جديدة تابعة للجبهة السوفييتية، باسم لجنة التحرير الوطني البولندية. وأسست الحكومة في مدينة تشيلم بمبادرة من شيوعيي بولندا، لفرض السيطرة على الأراضي البولندية التي استعادها تقدم الجيش الأحمر السوفييتي من ألمانيا النازية. أعلن ستالين أن لجنة التحرير الوطني البولندية هي «الحكومة البولندية الشرعية الوحيدة» وحظيت بالسيطرة السياسية الكاملة والرعاية السوفيية. ويتألف هيكل لجنة التحرير الوطني من ثلاثة عشر قسمًا تُدعى بالمديريات، وكانت مديرية الأمن العام برئاسة ستانيساو رادكيفتش أحد هذه الأقسام، والتي مهدت للشرطة السرية الشيوعية في بولندا.
في 31 كانون الأول 1994، انضم العديد من أعضاء الحكومة البولندية في المنفى الواقع في لندن إلى لجنة التحرير الوطني، وكان من بينهم  ستانيساو ميكوايجيك (طُرد من البلاد لاحقًا). أصبحت اللجنة فيما بعد الحكومة المؤقتة لجمهورية بولندا. وأُعيد تسمية مديرية الأمن العام لتصبح وزارة الأمن العام.

## إحصائيات وزارة الأمن العام ومهامها
منذ نهاية أربعينيات القرن الماضي وحتى عام 1954، كانت وزارة الأمن العام إلى جانب وزارة الدفاع أحد أكبر المؤسسات وأكثرها قوة في فترة ما بعد الحرب في جمهورية بولندا الشعبية. وكانت مسؤولة عن الاستخبارات الداخلية والخارجية، ومراقبة كل من النشاطات المعادية للدولة داخل بولندا وخارجها والاتصالات الحكومية والمدنية (التنصت عبر الهاتف) بالإضافة إلى الإشراف على الحكومات المحلية والميليشيات وصيانة السجون، وتوفير خدمات إطفاء الحريق والإنقاذ، وحراسة الحدود ومعسكرات التجمع التي أقامتها المندوبية الشعبية للشؤون الداخلية (مثل معسكر زغودا للعمل). وفي تموز 1749، انضم القسم الثاني من القيادة العامة للجيش البولندي الشعبي (الاستخبارات العسكرية البولندية) إلى وزارة الأمن العام. ودُمجت الاستخبارات المدنية والعسكرية لتصبح المديرية السابعة في وزارة الأمن العام.
في خمسينيات القرن العشرين، وظفت وزارة الأمن العام نحو 32000 شخصًا. وفرضت سيطرتها على ما يزيد عن 41000 جندي بالإضافة إلى ما يلي: 29053 جندي خاص و2356 ضابط من كتيبة الأمن الداخلي و57000 ضابط من الميليشيا المدنية و32000 ضابط  وجندي من حرس الحدود و10000 من ضباط السجون و125000 عضوًا من احتياطات متطوعي ميليشيا المواطنين، واستُخدمت شرطة الدرك للعمليات الخاصة.

## التنظيم
خضعت شؤون الوزارة السياسية والإدارية لسلطة ياكوب بيرمان؛ وهو ستاليني متشدد من حزب العمال البولندي الموحد. ومع توسع الوزارة، تغيرت هيكلتها بانتظام منذ كانون الثاني 1945، فقُسمت إلى مديريات وتفرعت أيضًا لأقسام موكلة بمهام مختلفة. في كانون الثاني 1945، كانت المديرية الأولى أهم مديريات وزارة الأمن العام، وتولت مسؤولية مكافحة التجسس والأنشطة المعادية للدولة، وترأسها الجنرال رومان رومكوفسكي. تفرعت المديرية الأولى إلى عدة أقسام، كل قسم كان مسؤول عن وظيفة مختلفة لكن محددة وموصوفة كما يلي:
1. مكافحة التجسس الألماني والنازية السرية المتبقية في بولندا.
2. مكافحة الرجعية السرية.
3. مكافحة السرقة السياسية.
4. حماية الاقتصاد الوطني.
5. حماية الأحزاب السياسية القانونية من الاختراق السري.
6. السجون.
7. الرقابة.
8. التحقيق.

استُحدثت مديريتان جديدتان بالإضافة إلى المديريات والأقسام المُنشأة  في الوزارة لتشكل جوهرها في كانون الثاني 1945. وفي 6 أيلول 1946، ظهرت ثلاث أقسام إضافية تفرعت من المديرية الثانية: المديرية الرابعة بقيادة ألكساندر فولسكي ديزكو، والمديرية الخامسة بقيادة يوليا بريستيجير، والمديرية السادسة بقيادة تيودور دودا. في تموز 1946، حدثت المزيد من التغييرات، إذ قُسمت وزارة الأمن العام لثمانية مديريات، تعاملت خمسة منها مع القضايا التنفيذية التي تشمل: مكافحة التجسس (المديرية الأولى)، العمليات التقنية والتكنولوجيا (المديرية الثانية)، مكافحة المقاومة السرية (المديرية الثالثة)، حماية الاقتصاد (المديرية الرابعة)، مقاومة هجمات الاختراق المعادية وتأثيرات الكنيسة (المديرية الخامسة).
في حزيران 1948، أُنشئ المكتب السري لمكافحة التجسس الداخلي، وكان تحت رقابة أعضاء من وزارة الأمن العام. في 2 آذار 1949، أُنشئ المكتب الخاص، والذي أعيدت تسميته ليصبح المديرية العاشرة. وخضعت المديرية العاشرة لرقابة أعضاء رفيعي المستوى من حزب العمال البولندي الموحد وأشخاص من ذوي الصلة بهم.
- لائحة وزارة الأمن العام لعامي 1951 و 1953.
- وزير الأمن العام– الجنرال ستانيساو رادكيفتش (1944/54)
- نائب– الجنرال ميتشيساو ميتكوفسكي (بولندا) (1944/54)
- نائب– العقيد كونراد شوييت (1948/54)
- نائب– فاتسوا لويكوفسكي (بولندا) (1949/52)
- نائب– الجنرال رومان رومكوفسكي (1946/49)
- نائب– الجنرال ميتشيساو موتشار (1948)
- المديرية الأولى– الاستخبارات المضادة - برئاسة العقيد ستيفان أنتوسيفيتش (بولندا) (1944-1948/54)
- المديرية الثانية– التكنولوجيا التنفيذية والسجلات - برئاسة العقيد ليون روبنشتاين (1947-1949)
- المديرية الثالثة– مكافحة «اللصوص» برئاسة العقيد يوزيف تشابليسكي (إيزيدور كورتس سابقًا،1950/53)
- المديرية الرابعة– حماية الاقتصاد - برئاسة العقيد يوزيف كراتكو
- المديرية الخامسة– المنظمات السياسية والاجتماعية الدينية - برئاسة العقيد يوليا بريستيجير (1954)
- المديرية السادسة– السجون - برئاسة العقيد ستانيسوا بيزو (1946-1947/51)
- المديرية السابعة– الاستخبارات - برئاسة العقيد ويتولد (ليفين) سينيفيتش (1950/54)
- مديرية التحقيقات– برئاسة العقيد يوزيف روزاسكي (1945/47)
- مديرية التدريب– برئاسة اللواء زديسوا شيمتشاك (1945-48 / 53)
- مديرية الأركان– برئاسة العقيد ميكواي اوريهوا (1944/54)
- مديرية حماية الحكومة– برئاسة العقيد فاوستم جيبوفسكي
- مديرية النقل– برئاسة العقيد تشيسلاو راديزكي
- مديرية الاتصالات– برئاسة العقيد فيليكس سوتشيك
- المكتب الخاص– برئاسة العقيد أناتول فيجين (1950/53)
- مكتب الرقابة– النواب: يواكيم جيتزل (1949)، ييفيم أرتيوموفيتش (1952/54)
- مكتب الجوازات الأجنبية– برئاسة الملازم العقيد واديسوا (سبيهاي) سوبجييسكي
- مكتب الموازنة والمالية– برئاسة الملازم أول. العقيد شيمون إيلا تننباوم
- المكتب أ (رقابة العناصر المشبوهة)
- المكتب ب (المحفوظات المركزية) – برئاسة العقيد زيجمونت أوكرينت

## وزارة الأمن العام في الميدان
امتلكت وزارة الأمن العام مكاتبًا إقليمية في جميع أنحاء بولندا، حيث كان لها مكتب أو أكثر في كل محافظة، والتي كانت تُدعى بمكاتب المحافظات. واحتوى كل مكتب محافظة على طاقم عمل مؤلف من 308 من ضباط وموظفي الوزارة بدوام كامل. كما كان هناك مكاتب المدن التي عمل فيها 148 ضابط وموظف تابع للوزارة. وعمل في مكاتب المقاطعات كذلك 51 من الضباط والموظفين، وأخيرًا، المكاتب الشيوعية والتي تمركزت في ضواحي الميليشيات المحلية بطاقم عمل مؤلف من ثلاث ضباط أمن من مكتب الأمن العام.
في عام 1953، بلغ عدد مكاتب المحافظات 17 مكتبًا، ومكتبان إقليميان للأمن العام تحت أمر مكاتب المحافظة. وكان هناك 268 مكتبًا للمقاطعات و5 مكاتب للمدن، والتي عملت كمكاتب مقاطعة للأمن العام. وعمل فيها مجتمعة 33200 ضابطًا دائمًا، وتمركز 7500 في مقر وارسو. ووفقًا للأستاذ أندريه باكزوفسكي، كان هناك ضابط واحد من وزارة الأمن العام لكل 800 مواطن بولندي في عام 1953. لم يتكرر مرة أخرى في تاريخ جمهورية بولندا الشعبية والمؤسسة منذ 45 عامًا أن تحتوي أجهزتها الخاصة على أعداد هائلة من التشكيلات.